# Аликвот
Аликвотът (или Аликвотен регистър) е вид органов регистър, съставен от флейтови тръби. Тези регистри транспонират даден тон на разстояние от терца, квинта, септима и т.н. Поради това никога не се използват самостоятелно или за свирене на акорди.
Придават „светло“ звучене, подобно на това на микстурата, но те толкова силно. Тя в някои случаи (например при изпълняване на нежна мелодия) може да се окаже прекалено звучна и в този случай се използва аликвот.
Повечето южноевропейски органи, строени до края на 17 век, нямат в диспозициите си микстури, поради което при изпълняване на музика се използват няколко аликвота едновременно.
Аликвотни регистри:
- Quinte (Квинта) 102/3'
- Obertöne (Обертон) 8'
- Quinte (Квинта) или Nazard 22/3'
- Terz (Терца) 13/5'
- Septime (Септима) 11/7'
- None (Нона) 8/9'